# Арсенид родия
Арсенид родия — бинарное неорганическое соединение 
родия и мышьяка
с формулой RhAs,
кристаллы.

## Получение
- В природе встречается редкий минерал черепановит — RhAs в примесями Ru, Pt, Ni [1].

- Спекание стехиометрических количеств порошкообразного родия и мышьяка:

{\displaystyle {\mathsf {Rh+As\ {\xrightarrow {T}}\ RhAs}}}

## Физические свойства
Арсенид родия образует кристаллы
ромбической сингонии,
пространственная группа P nma,
параметры ячейки a = 0,5645 нм, b = 0,3595 нм, c = 0,6061 нм, Z = 4,
структура типа фосфида марганца MnP
.